# Godfried Danneels
Godfried Maria Jules Danneels (ur. 4 czerwca 1933 w Kanegem, zm. 14 marca 2019 w Mechelen) – belgijski duchowny rzymskokatolicki, biskup antwerpski w latach 1977–1979, arcybiskup metropolita mecheleńsko-brukselski i tym samym prymas Belgii w latach 1979–2010, kardynał prezbiter od 1983.

## Życiorys
Studiował na Uniwersytecie Katolickim w Louvain, przyjął święcenia kapłańskie 17 sierpnia 1957. Na Papieskim Uniwersytecie Gregoriańskim w Rzymie obronił doktorat z teologii (1959). Był wykładowcą i dyrektorem duchowym wyższego seminarium duchownego w Brugii, później wykładał także na Uniwersytecie Katolickim w Louvain. Był autorem wielu książek teologicznych, wchodził w skład redakcji flamandzkiego przeglądu międzydiecezjalnego „Collationes”.
4 listopada 1977 został mianowany biskupem Antwerpii, sakrę odebrał 19 grudnia 1977 z rąk arcybiskupa brukselsko-mecheleńskiego, kardynała Léon-Josepha Suenensa. W grudniu 1979 został następcą kardynała Suesensa (który przeszedł w stan spoczynku) na czele archidiecezji brukselsko-mecheleńskiej i został zarazem prymasem Belgii; objął również funkcję przewodniczącego Konferencji Episkopatu Belgii, a we wrześniu 1980 – ordynariusza wojskowego Belgii. Brał udział w sesjach Światowego Synodu Biskupów w Watykanie, był członkiem sekretariatu generalnego Synodu; w styczniu 1980 pełnił funkcję prezydenta-delegata Specjalnego Synodu Biskupów Holenderskich w Watykanie.
2 lutego 1983 Jan Paweł II wyniósł go do godności kardynalskiej, nadając tytuł prezbitera bazyliki św. Anastazji na Palatynie. 18 stycznia 2010 przeszedł na emeryturę. Jego następcą został bp André-Mutien Léonard, ówczesny ordynariusz diecezji Namur.
Uczestnik konklawe 2005 i konklawe 2013 roku. Podczas konklawe w 2013 sprawował funkcję kardynała protoprezbitera (kardynała prezbitera o najdłuższym stażu spośród uczestników konklawe) i podczas inauguracyjnej mszy papieża Franciszka był w delegacji wręczającej insygnia nowemu zwierzchnikowi Kościoła. 4 czerwca 2013 w związku z ukończeniem 80 lat utracił prawo udziału w konklawe.
Zmarł 14 marca 2019.